# Crooked Hearts
Crooked Hearts (Secretos de familia en España y Corazones perdidos en Hispanoamérica) es una película dramática de 1991 dirigida por Michael Bortman y protagonizada por Peter Berg, Vincent D'Onofrio y Noah Wyle.
El filme está basado en una novela de Robert Boswell escrita en 1987 y bien aceptada por parte de la crítica especializada. También fue el debut del director y guionista Michael Bortman en el cine.

## Argumento
Edward y Jill Warren son unos padres que tratan de hacer con sus dos hijos aquello que consideran mejor. Sin embargo, sus buenas intenciones resultan nefastas. Un secreto, en el que se ve involucrado Edward, sale a la luz provocando que, por una vez, afloren los verdaderos sentimientos de todos los miembros de la familia.

## Reparto
| Actor                | Personaje       |
| -------------------- | --------------- |
| Peter Berg           | Tom             |
| Vincent D'Onofrio    | Charley         |
| Noah Wyle            | Ask             |
| Peter Coyote         | Edward          |
| Cindy Pickett        | Jill            |
| Juliette Lewis       | Cassie          |
| Jennifer Jason Leigh | Marriet Hoffman |
| Wendy Gazelle        | Eileen          |
| Marg Helgenberger    | Jennetta        |
| Deanna Milligan      | Julie           |

## Recepción
Hoy en día la producción cinematográfica ha sido valorada en portales cinematográficos. En IMDb, con aproximadamente 1100 votos registrados, la película obtiene una media ponderada de 5,9 sobre 10. En cuanto a Rotten Tomatoes, los más de 500 votos registrados en el portal dieron a este filme una valoración media de 3,1 de 5.